# مارتن كلارك (لاعب سنوكر)
مارتن كلارك (بالإنجليزية: Martin Clark)‏ هو لاعب سنوكر بريطاني، ولد في 27 أكتوبر 1968 في سدجلي ‏ في المملكة المتحدة.